# 阿曼达·克罗斯
阿曼达·克罗斯（英語：Amanda Cross，？—），澳大利亚女子赛艇运动员。她曾代表澳大利亚参加1986年英联邦运动会赛艇比赛，获得女子轻量级四人单桨无舵手银牌。